# Lacazinella
Lacazinella es un género de foraminífero bentónico de la familia Fabulariidae, de la superfamilia Alveolinoidea, del suborden Miliolina y del orden Miliolida. Su especie tipo es Lacazina wichmanni. Su rango cronoestratigráfico abarca desde el Paleoceno hasta el Eoceno.

## Clasificación
Lacazinella incluye a las siguientes especies:
- Lacazinella wichmanni